# Scotophaeus semitectus
Scotophaeus semitectus är en spindelart som först beskrevs av Simon 1886.  Scotophaeus semitectus ingår i släktet Scotophaeus och familjen plattbuksspindlar.
Artens utbredningsområde är Senegal. Inga underarter finns listade i Catalogue of Life.